# Chad Simpson
Chad Simpson (Miami, 22 de agosto de 1985) é um ex jogador de futebol americano que atuava na posição de running back na NFL. Ele foi para os Indianapolis Colts como undrafted free agent em 2008. Ele jogou futebol americano universitário pela Morgan State. Na Canadian Football League ele já jogou pelo Winnipeg Blue Bombers e pelo Edmonton Eskimos.
Como profissional na NFL, Chad Simpson carregou a bola 30 vezes para 147 jardas além de ter marcado 3 touchdowns. Ele também fez 4 recepções para 32 jardas e sofreu um fumble.

## Prêmios na carreira
- Second-team All-MEAC (2006);
- First-team All-MEAC (2007);
- MEAC Jogador do ano (2007);